# Рукавишников, Константин Васильевич
Константи́н Васи́льевич Рукави́шников (25 апреля 1848, Казань — 29 ноября 1915, Петергоф, Петергофский уезд, Петроградская губерния, Российская империя) — московский предприниматель, общественный деятель и благотворитель. Московский городской голова (1893—1897).

## Биография
Родился 25 апреля 1848 года в Казани в купеческой семье, в 1855 году переселившейся в Москву. Отец, Василий Никитич Рукавишников, занимался золотым промыслом в Пермской губернии и часто отлучался из дому, вследствие чего воспитанием Константина занималась мать, Елена Кузьминична, придерживавшаяся патриархальных правил.
В 1869 году окончил физико-математический факультет Московского университета со степенью кандидата естественных наук.
После смерти своего старшего брата Николая в 1875 году состоял попечителем Рукавишниковского приюта, а также принимал активное участие в работе многих благотворительных и просветительских учреждений Москвы. Среди прочего состоял почетным мировым судьей города Москвы, почетным блюстителем 4-й Московской женской гимназии, почетным членом Елисаветинского благотворительного общества в Москве, а также председателем всех русских съездов представителей исправительных приютов.
В 1870-х годах заведовал магазинной частью правления Московско-Курской железной дороги, был членом совета Московского купеческого банка в 1889—1893 годах и с 1897 года, с 1902 года — членом совета Московского учётного банка.
В 1877—1901 годах избирался гласным Московской городской думы и участвовал во многих её комиссиях. Вместе с купцами А. А. Шиловым и Н. А. Алексеевым составлял небольшую купеческую группу, выступавшую за прогрессивное ведение городского хозяйства. После гибели Н. А. Алексеева был единственным кандидатом на должность городского головы. 13 апреля 1893 года избран был Московским городским головой, каковую должность занимал до 19 апреля 1897 года. Стал первым городским головой, избранным по Городовому положению 1892 года. Завершил начатое Н. А. Алексеевым создание городских территориальных попечительств о бедных, развивал городское хозяйство, за свой счёт открывал новые городские училища и образцовую хирургическую лечебницу. Председатель городской думы В. И. Герье называл эти годы «эпохой тихого и спокойного преуспевания городского хозяйства».
В ведении дел Константин Рукавишников был строг. Укрепление финансового хозяйства Москвы было связано с помощью московского коммерсанта А. С. Вишнякова, что вызывало неудовольствие у его конкурентов.
Константин Рукавишников вместе со своим братом передал на нужны Рукавишниковского исправительного приюта для несовершеннолетних более 430 тысяч рублей. В приют вместо тюрьмы отправлялось до 100 мальчиков, обучавшихся в приюте общеобразовательным дисциплинам и различным профессиям. Из воспитанников приюта к криминальному образу жизни возвращалось 6-9% подростков, в то время как среди отбывших наказание в тюрьмах эта цифра доходила до 96%. В 1884 году Константин Рукавишников на Всемирном тюремном конгрессе в Риме предоставил материалы о деятельности приюта, после чего в других странах появились последователи этой системы перевоспитания.
Семья Рукавишниковых также оставила значительный след в Тавпической губернии, в том числе построила на личные средства маяк в Феодосии.
Для воспитанников был организован летний лагерь в Крыму, недалеко от Феодосии, где у Рукавишниковы имели дачу. В 1876 году К. В. Рукавишников построил на территории дачи здание для приюта. Построенный для них лагерь назывался “Добрый приют”. И здесь уделялось внимание воспитанию детей. “Добрый приют” на даче Рукавишниковых под Феодосией был в начале XX века преобразован в пансион, предоставлявший недорогие меблированные номера для отдыхающих. 
Определением Правительствующего Сената 19 декабря 1883 года Константин Васильевич Рукавишников с женой и детьми был признан, по Всемилостивейше пожалованному ему ордену Св. Владимира 4-й степени, в потомственном дворянском достоинстве с правом на внесение в III часть дворянской родословной книги. Произведен в действительные статские советники 14 мая 1896 года, в тайные советники — 6 декабря 1901 года.
Умер 29 ноября 1915 года в Петергофе. Похоронен на кладбище Новодевичьего монастыря в фамильном склепе.

Мемориальная доска Е. Рукавишниковой в Феодосии, ул. Горького, 14

## Семья
В апреле 1871 года женился на Евдокии Николаевне Мамонтовой (1849—1921), двоюродной сестре Саввы Ивановича Мамонтова, связанной родственными узами и с династией Третьяковых (её родная сестра Вера была замужем за Павлом Михайловичем Третьяковым). После смерти мужа она стала попечительницей Рукавишниковского приюта. Их дети: Николай, Евдокия, Зинаида, Елена и Мария.

## Награды
- Орден Святого Владимира 4-й ст.;
- Высочайшее благоволение (1890);
- Орден Святого Владимира 3-й ст. (1894);
- Орден Святого Станислава 1-й ст. (1898);
- Высочайшее благоволение (1903);
- Орден Святой Анны 1-й ст. (1914).

Иностранные:
- мекленбург-шверинский орден Грифона 1-й ст. (1896);
- французский орден Почётного легиона, кавалерский крест (1896);
- румынский орден Звезды, большой офицерский крест (1897);
- бухарский орден Золотой звезды 1-й ст. (1897).

## Память
- В Риме, в одном из залов Конгресса — в галерее выдающихся людей XIX века, в 1880-е годы был установлен белый мраморный бюст основателя приюта Н. В. Рукавишникова с надписью: «Первый гуманист мира», что в равной мере было признанием заслуг и его преемника — Константина Рукавишникова[7].